# جیمز تی. بردی
جیمز توفام بردی (James Topham Brady)‏ (۹ آوریل ۱۸۱۵–۹ فوریه ۱۸۶۹)، حقوقدان آمریکایی بود. بردی که «یکی از با استعدادترین اعضای کانون وکلای نیویورک بود»، در شهر نیویورک متولد شد. قبل از عضویت در کانون وکلا، در دفتر وکالت پدرش حقوق خواند. جیمز بردی بیشتر به‌خاطر حرفه‌اش به عنوان حقوق‌دان بخش کیفری و دخیل بودن در تعداد زیادی از دعاوی سنگین، مشهور است. وی پنجاه و دو محاکمه قتل را رسیدگی کرد و صرفاٌ یکی را باخت. بردی پس از دو مرتبه دچار شدن به سکته مغزی در خانه‌اش فوت نمود و در مقبرهٔ خانوادگی در کلیسای جامع قدیمی سن پاتریک واقع نیویورک به خاک سپرده شد.

## اوایل زندگی
بردی بزرگترین پسر توماس اس. بردی و همسرش مهاجرین ایرلندی که برای بار نخست در ۱۸۱۲ در نیوآرک نیوجرسی ساکن شدند، در ۹ آوریل سال ۱۸۱۵ در شهر نیویورک متولد شد. بعدها بردی هفت خواهر و برادر داشت، دوتای آن‌ها پسر و سه تا آن‌ها دختر بودند. جیمز، برادر بزرگ قاضی جان آر. بردی بود. پدر آن‌ها در جریان جنگ ۱۸۱۲ از ایرلند به ایالات متحده مهاجرت نمود و یک مدرسهٔ پسرانه را در نیویورک ایجاد کرد. جان مک‌کلوسی که بعدها کاردینال اسقف اعظم نواحی کلیسای اسقف اعظم نیویورک شد، یکی از دانش‌آموزان این مدرسه کوچک بود. جیمز در سن هفت سالگی وارد مدرسه پدرش شد. پدر جیمز در سال ۱۸۳۱ به هدف اینکه وکیل شود، از تدریس دست کشید و جیمز وی را در وکالت و محاکمه کمک نمود. جیمز در دفتر وکالت پدرش به‌طور خستگی‌ناپذیر مواد حقوقی را مطالعه می‌کرد و به زودترین وقت اکثریت امور مدیریتی شرکت حقوقی را اجراء می‌کرد.

## حرفه
بردی که به‌طور خودمانی به‌نام‌های جیم بردی یا جیمز تی. مشهور بود، در سال ۱۸۳۵ یا سال ۱۸۳۶ در سن بیست سالگی در کانون وکلای نیویورک پذیرفته شد. نخستین پروندهٔ بردی یک دعوی بیمه بود که در این پرونده در مقابل چارلز اوکانر وکیل سرشناس قرار داشت. مدعی پول بیمهٔ اموالی را که ادعا می‌شد در آتش سوخته بود، ادعا کرده بود. با وجودی که بردی این پرونده را باخت اما تخصص حقوقی و فصاحت و بلاغت او مورد توجه قرار گرفت. اوکانر، بعداً از بردی درخواست نمود تا وی را در پروندهٔ دفاع از جفرسون دیویس کمک نماید.
بردی نخستین بار در پروندهٔ گودیر در برابر دی پتینت که تحت نظر دنیل وبستر کار می‌کرد و اظهارات مقدماتی را برای شاکی ارائه می‌کرد، با بدنامی مواجه شد. علی‌رغم این بدنامی، بردی به‌خاطر کارش به عنوان وکیل جزایی مشهورترین وکیل است. بردی در ربع قرن پیش از مرگش تقریباً در هر دادرسی کیفری مشهور در ایالت‌های شرقی ایالات متحده، دخیل بود. دفاع از دانیل سیکلس در جریان محاکمه‌اش به‌خاطر قتل فلیپ بارتون کی، دادستان آنوقت ناحیهٔ کلمبیا، از مشهورترین اقدامات خطیر حقوقی بردی بود. بردی در جریان این محاکمه با ادوین استانتون که بعد وزیر جنگ ایالات متحده شد، کار نمود. سیکلس ادعای «جنون موقت» نمود و برائت گرفت. این نخستین کاربرد ان دفاعیه در ایالات متحده بود.
بردی از لیو بیکر در محاکمه‌اش به‌خاطر قتل ویلیام «معروف به بیل قصاب» پول، نیز دفاع کرد، ویلیام پول در سال ۱۸۵۵ در سالن استانویکس که یک کانون وکلا در برادوی منهتن است، به ضرب گلوله کشته شد. بردی در طول مدت حرفه‌اش ۵۲ پروندهٔ کیفری را به دادگاه برد و صرفاٌ در یکی از آن‌ها که پرونده جان یتس کارمند مسلح کشتی تجارتی کنفدارسیون بود، بازنده شد. گفته می‌شود که در پرونده‌های که بردی بیش از یک هفته نزد هیئت قضایی حضور داشته، هرگز نباخته‌است؛ در آن زمان آن‌ها همه چیز را با چشم بردی می‌دیدند، وکیل دیگری، بردی را «ارباب اشک و خنده» نامید. بردی مستدعی خوبی بود که به‌خاطر آمادگی بنیادیش مشهور بود اما همچنین ذکر شد به‌علت فهم جامعش از قانون، زمانیکه به مشورت خواسته می‌شد، می‌توانست تنها با استماع اظهارات مقدماتی، یک جمع‌بندی مختصر و موفقی را ارائه نماید. بردی به‌ویژه در پرونده‌های کیفری موفق بود و در این پرونده‌ها معمولاً برای دفاع ظاهر می‌شد و غالباً فیس نمی‌گرفت.
روایت است که یک مرتبه پس از دفاع با موفقیت از یک مرد متهم به قتل، بردی زمانی‌که می‌خواست محکمه را ترک نماید، قاضی گفت: «آقای بردی پرونده بعدی از یک مرد متهم به قتل است؛ وکیل ندارد، می‌شود از وی دفاع کنید؟». بردی گفت: «یقیناً» و فوراً به محاکمه ادامه داد. به همین‌ترتیب قاضی وی را وکیل دو نفر دیگر که همان جرم را مرتکب شده بودند، تعیین کرد؛ ازین‌رو بردی به‌طور متوالی چهار پروندهٔ مستوجب اعدام را دفاع کرد و بی گناه ثابت ساخت و بر چهار بزه‌کار یک هفته مهلت غیرقابل برگشت داد.
بردی دموکرات و وابسته به تامانی هال بود اما اکثریت درخواست‌ها برای رسیدن به قدرت را رد نمود. در سال ۱۸۴۳ دادستان موقت حوزوی شهرستان نیویورک تعیین شد. دو سال بعد، بردی وکیل حقوقی انجمن شهر تعیین شد و دو دوره در این سمت خدمت کرد که هر دوره مدت یک‌سال طول کشید. در سال ۱۸۵۰ کاندیدا سمت دادستانی کل نیویورک شد اما انتخاب نشد. بردی در تکت انتخاباتی دموکرات سال۱۸۶۰ جان سی. برکینریج و جوزف جان سی. برای پُست فرمانداری نیویورک بود. در شروع جنگ داخلی آمریکا، بردی تغییر جهت داد و به یکی از حامیان دو آتشهٔ آبراهام لینکلن و حزب جمهوری‌خواه او تبدیل شد. بردی عمیقاً به سیاست‌ها و سیاست‌های ایالات جنوبی اهانت کرد، اما با این‌وجود زمانیکه دولت پیشنهاد محاکمهٔ جفرسون دیویس را به اتهام خیانت ارائه کرد، از بردی درخواست شد تا به دفاع از وی بپردازد و او این کار را بدون عوض انجام داد.
بردی به انجمن اجتماعی و ادبی نیویورک علاقه‌مند بود، اغلب در رستوران دلمونیکو غذای ناهار را صرف می‌کرد و گهگاهی قطعات شعری را به هتل کنیکربربوکر اهداء می‌کرد. بردی که دوست و مشوق ویلیام رانی هنرمند نیوجرسی بود، در سال ۱۸۵۸ به‌منظور کمک به پرداخت هزینهٔ‌های نمایشگاه رانی که از طرف بیوه و فرزندان رانی سازماندهی شده بود، سخنرانی نمود.

## زندگی شخصی و مرگ
بردی تا اخیر عمر مجرد ماند و در عمارتی در خیابان بیست و سوم غربی زندگی می‌کرد. وقتی‌که یکی از دوستانش در مورد مجردی وی سؤال نمود، بردی گفت: «زمانی‌که پدرم فوت نمود، پنج دختر از وی ماند که همه چشم انتظار حمایت من بودند». تمامی عاطفه و مهربانی که من می‌توانستم برای یک خانم داشته باشم، برای آن خواهرانم صرف شد؛ و من هرگز نخواستم آن را به‌یاد آورم. هنگامی‌که جان برادر کوچک بردی یکی از قاضی‌های دادگاه صلح شد، بردی از وکالت در آن دادگاه به‌طور مستقیم یا غیرمستقیم دست کشید.